# Tyrimnus
Tyrimnus là một chi thực vật có hoa trong họ Cúc (Asteraceae).

## Loài
Chi Tyrimnus gồm các loài: